# Bhutan ai Giochi della XXXI Olimpiade
Il Bhutan ha partecipato ai Giochi della XXXI Olimpiade, che si sono svolti a Rio de Janeiro, Brasile, dal 5 al 21 agosto 2016. La partecipazione del paese a Rio de Janeiro ha rappresentato la sua nona apparizione ai Giochi olimpici estivi dal suo debutto ai Giochi della XXIII Olimpiade. La delegazione comprendeva due atleti di sesso femminile, Karma nel torneo di tiro con l'arco individuale femminile e Kunzang Lenchu nella gara femminile di tiro a segno da 10 metri. Entrambe si sono qualificate per i giochi grazie alle wild card perché non rispettavano gli standard di qualifica richiesti.
Karma fu selezionata come portabandiera per la cerimonia di apertura mentre Lenchu come portabandiera nella cerimonia di chiusura. Karma è stata eliminata agli ottavi di finale, mentre Lenchu è uscita dalla competizione dopo il turno di qualificazione.